# Жайворонок ботсванійський

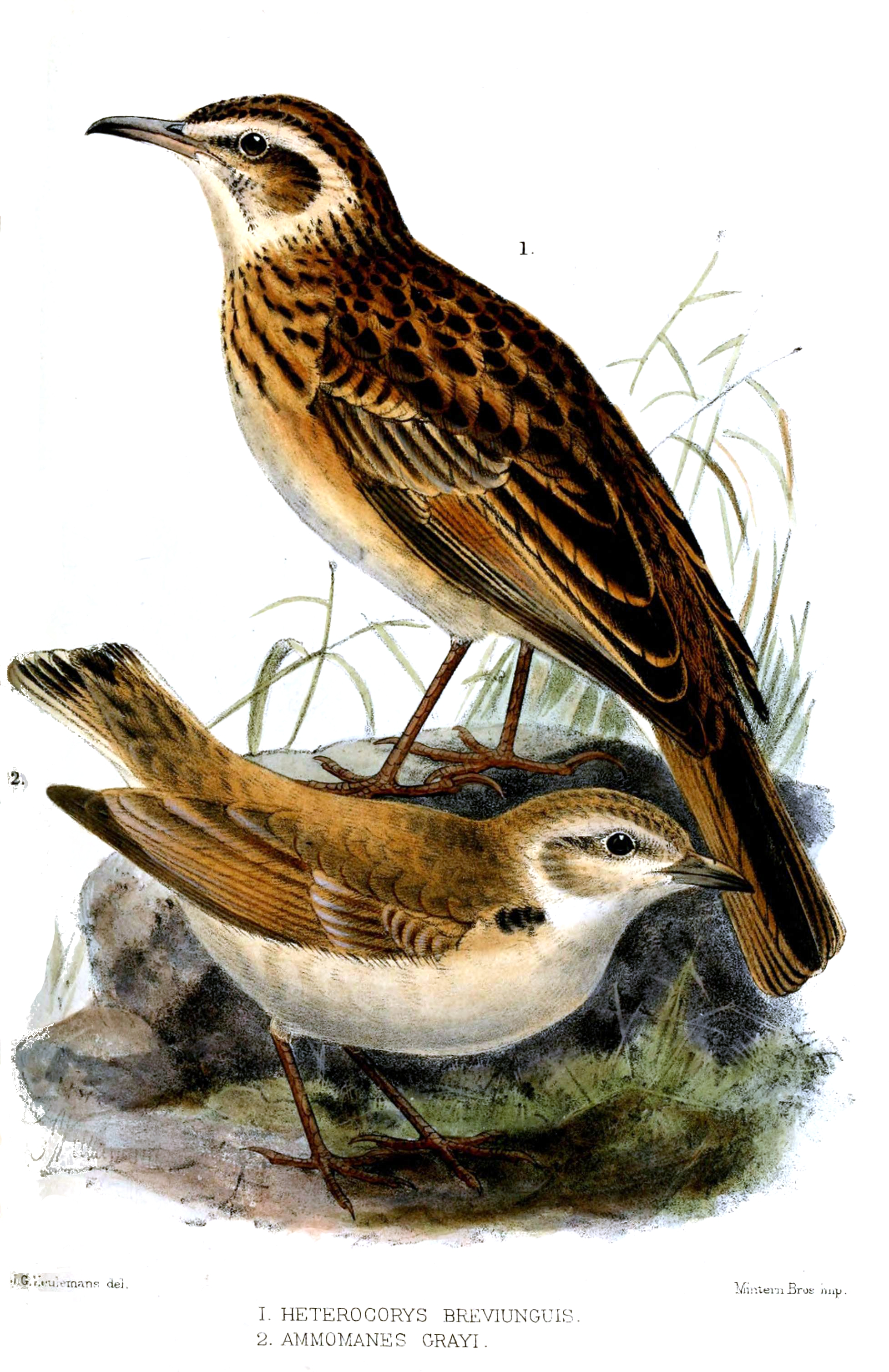
Ботсванійський жайворонок (1) і намібійський жайворонок (2)

Жайворонок ботсванійський (Certhilauda chuana) — вид горобцеподібних птахів родини жайворонкових (Alaudidae). Мешкає в Боствані і в Південно-Африканській Республіці.

## Опис
Довжина тіла птаха становить 19-20 см, з яких від 7,5 до 7,9 см припадає на хвіст. Довжина дзьоба становить 1,6-2 см. Виду не притаманний статевий диморфізм.
Верхня частина тіла в ботсванійського жайворонка сірувато-коричнева, поцяткована чорними смужками. Горло біле, над очима біла смуга. Воло і груди жовтувато-коричневі, поцятковані темними плямками. Живіт, стегна і гузка білуваті. Крила пістряві, чорно-коричневі, пера мають рудувато-коричневий відтінок. Хвіст також чорно-коричневий, бічні рульові пера піщаного кольору.

## Поширення і екологія
Ботсванійський жайворонок мешкає на півдні Боствані, а також на півночі і північному сході Південно-Африканської Республіки. Птах живе в сухих саванах, в склерофітних чагарниках, на узліссях відкритих лісів.

## Поведінка
Ботсванійський жайворонок харчується комахами і насінням. В кладці 2-3 яйця, інкубаційний період триває 15 днів (найдовше серед усіх африканських жайворонків). Після оперення пташенята залишаються з батьками ще 6-8 тижнів. Дослідники помітили різницю в репродуктивних стратегіях різних популяцій жайворонка: птахи північного сходу ПАР можуть мати за сезон декілька виводків, тоді як жайворонки Боствани зазвичай мають лише один.